# イゴロット族

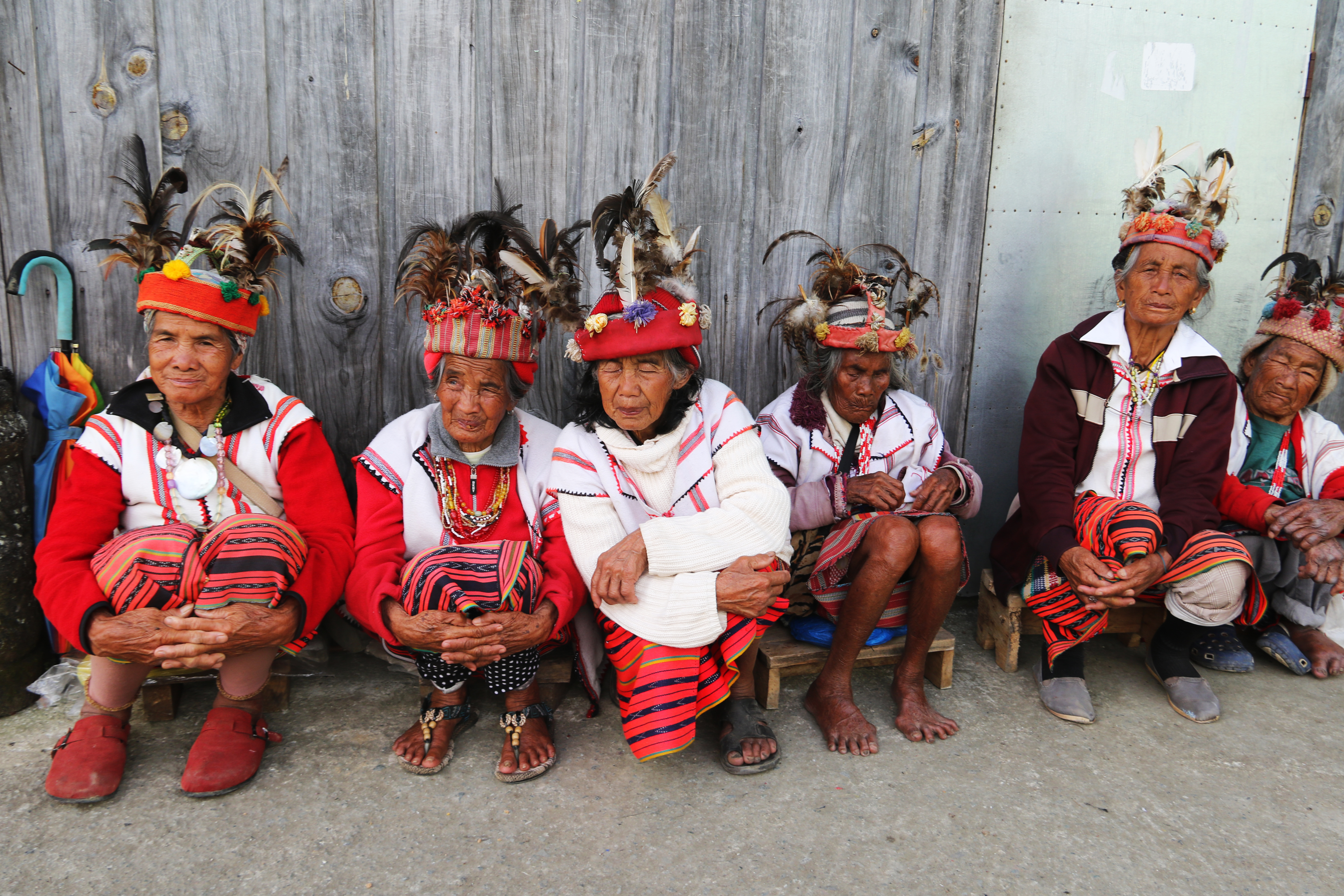
イゴロット族に属するイフガオ族の老人たちの晴れ着姿

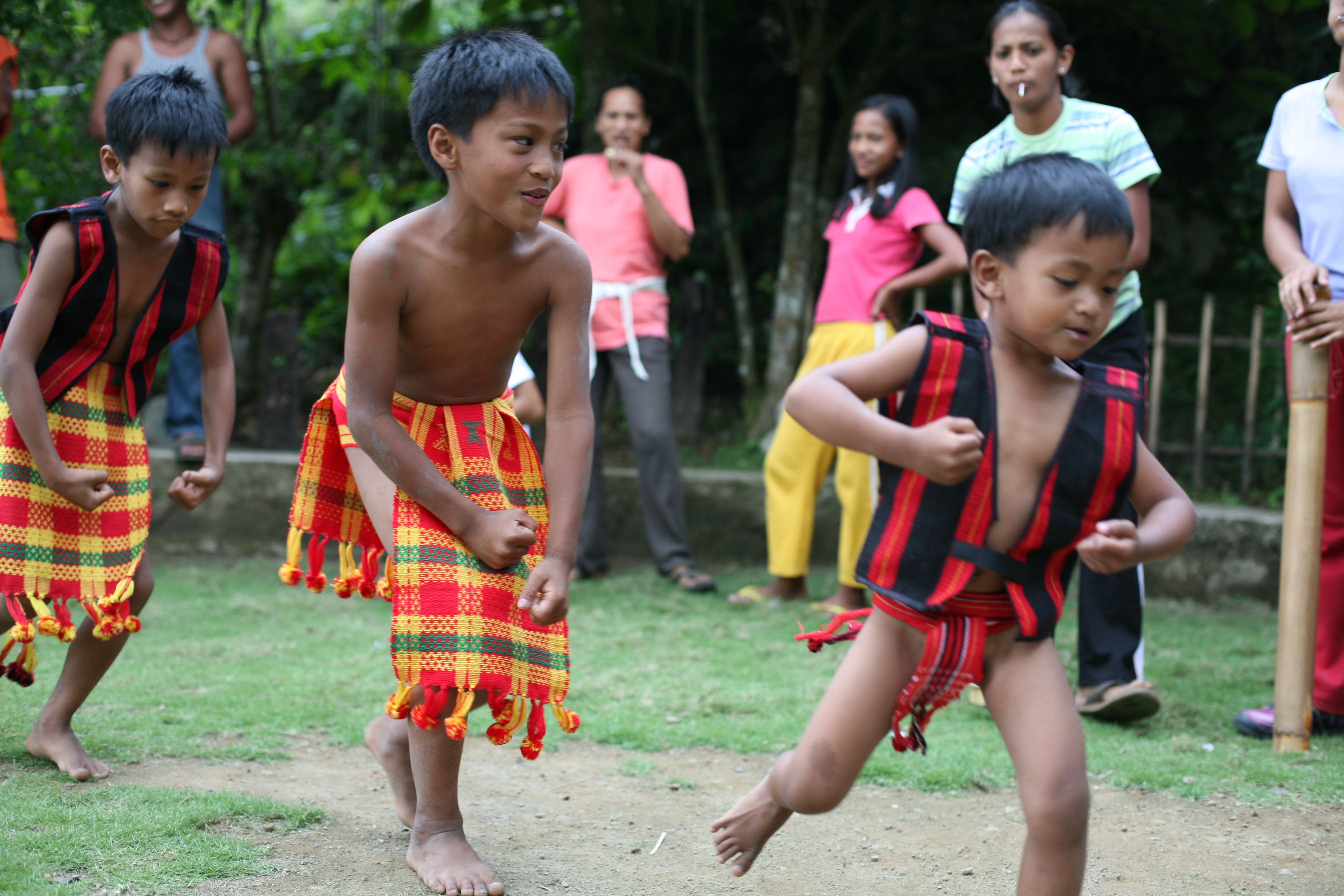
カリンガ州で子供たちが踊る

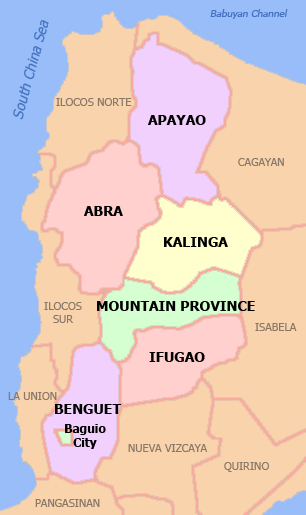
コルディリェラ行政地域に住む部族の分布地図

イゴロット族（イゴロットぞく、英語: the Igorots）はフィリピンのルソン島北部のコルディレラ・セントラル山脈、現在はコルディリェラ行政地域として規定されている場所に住むマレー系民族の総称で、さらにボントック族などの部族に分かれている。美しい稲の棚田を作ることでよく知られていて、かつては首狩りの風習を持つ民族であったが、スペイン、アメリカ、日本の統治を経てこの風習はもうない。

## 名称
イゴロット（Igorot）はフィリピノ語で、「i」は「に関する」と「gorot」は「山の人」で、「山の民族」を意味する。スペイン時代にはYgolot、Igorroteとも記録されている。イゴロット族自身は外に向かってはIfugao、Ipugaoを使うのを好む。

## 各部族
高地のイゴロット族は、棚田で稲作を行ない，畑ではサツマイモなどを栽培して、密集した集落を形成する。低地のイゴロット族は陸稲栽培を移動耕作して、家は散在している。
原語と住む場所によりさらにボントック族などの各部族に分かれているが、文化的要素は共通していて、キリスト教が入るまでは精霊、祖霊を信じている。ルソン島の北部では広く使われているイロカノ語も使われる。

### ボントック族
ボントック族はボントックのチコ川に沿って住んでいて、ボントック語（Bontoc language）とイロカノ語を話す。

### イバロイ族
イバロイ族（Ibaloi people）はイバロイ語を話し、ベンゲット州の南部に住み、バギオ市はそこにある。

### イフガオ族
イフガオ族（Ifugao people）はイフア語（Ifuago language）を話し、イフガオ州に住み、そこはバナウェ棚田（Banaue Rice Terraces）でも有名である。

### イスナゴ族
イスナゴ族（Isnag people）はイスナゴ語（Isnag language）とイロカノ語を話し、アパヤオ州に住む。

### カリンガ族
カリンガ族（Kalinga people）はカリンガ語（w:Kalinga language）とイロカノ語を話し、カリンガ州に住む。

### カンカナエイ族
カナカナエイ族（Kankanaey）はカナカナエイ語（Kankanaey language）を話し、ベンゲット州の北部などに住んでいる。男の「寮」、女の「寮」があり、女の寮で「言い寄り」（Courtship）が行われる習慣がある。

## 歴史
イゴロット族が住み地域はかつて金を産し、スペイン領時代は金を盛んに産出した。
イゴロット族は日本占領時期のフィリピンでは、日本に反抗した歴史（Philippine resistance against Japan）がある。

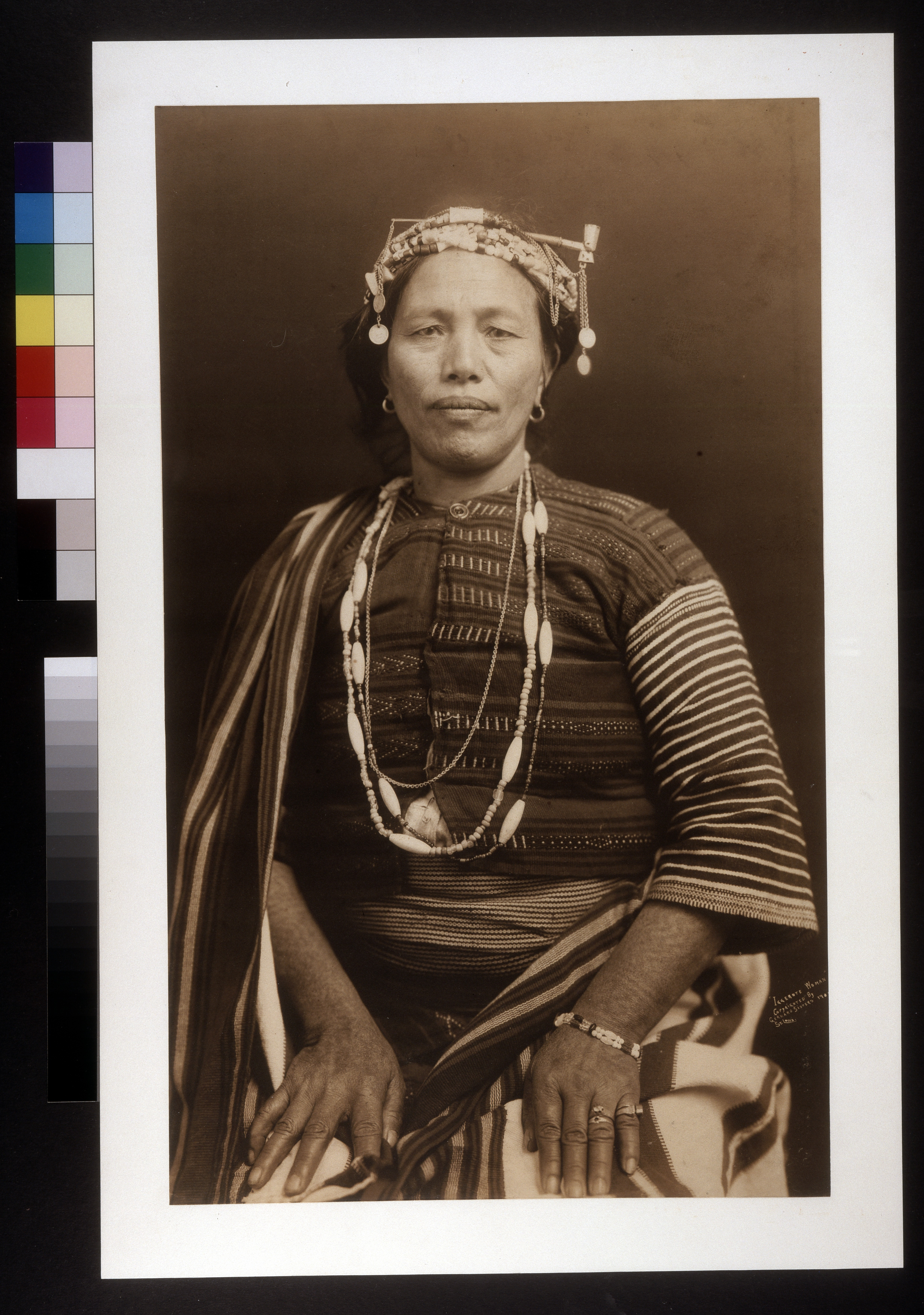
イゴロットの女性。1904年
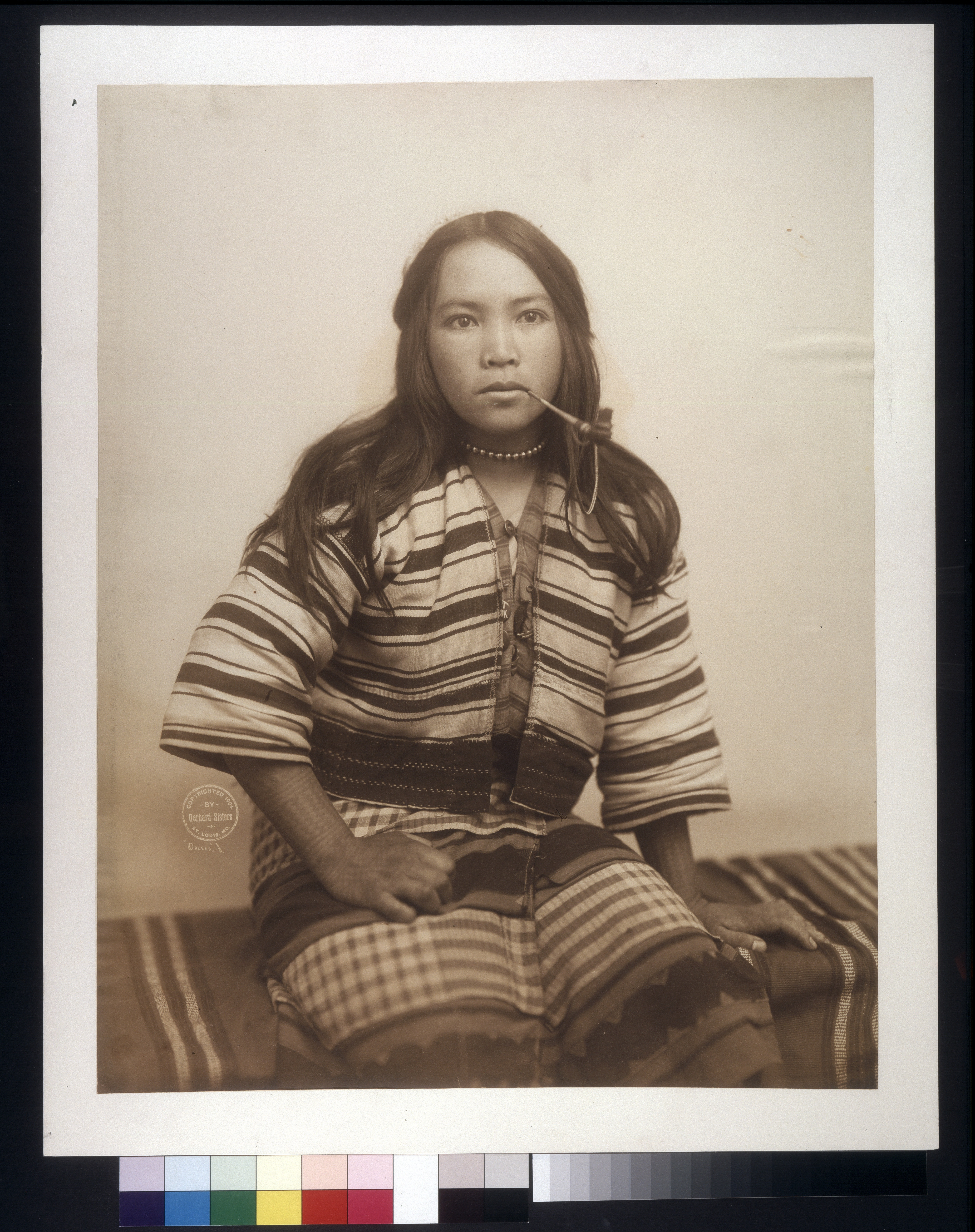
同左
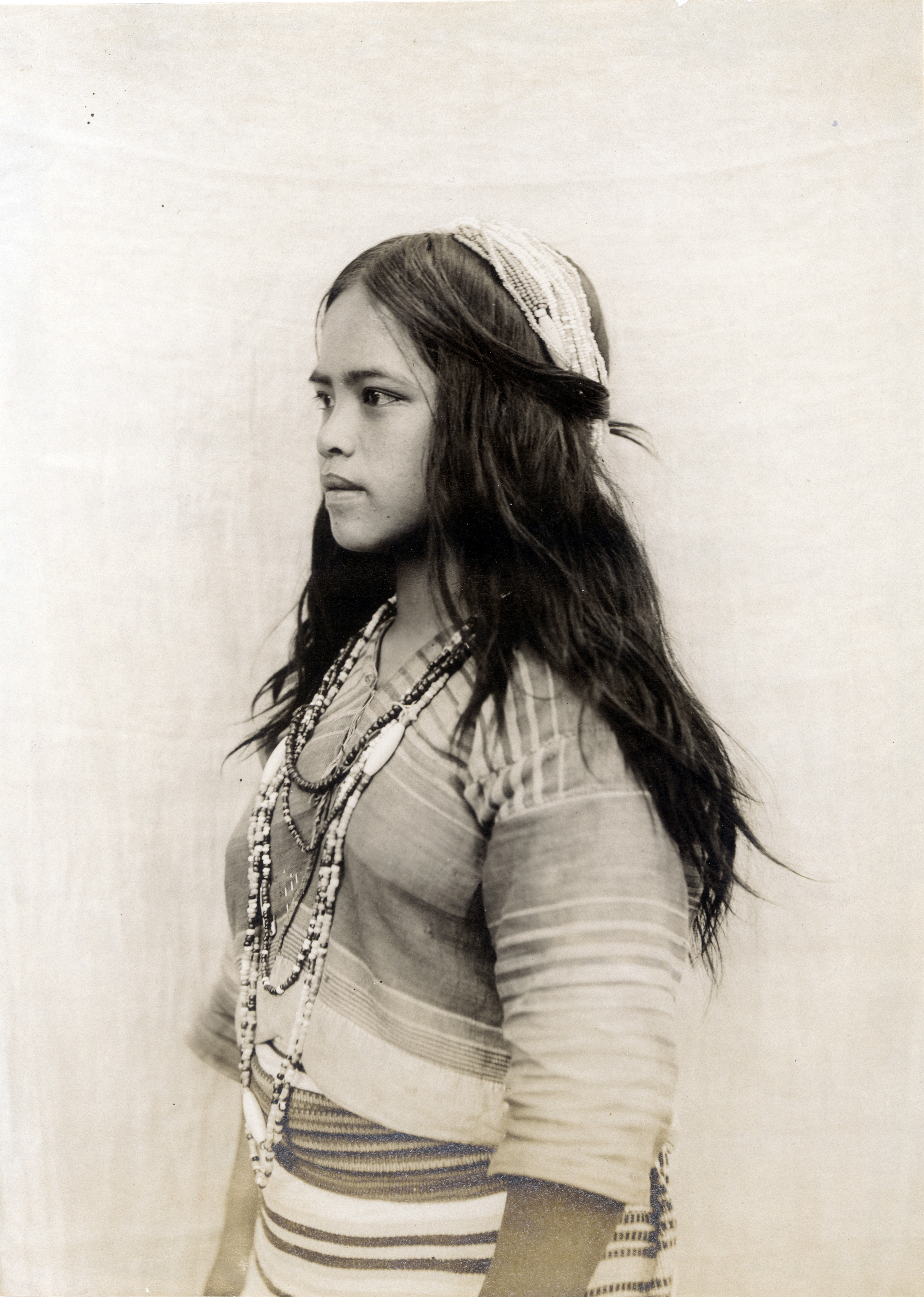
同左
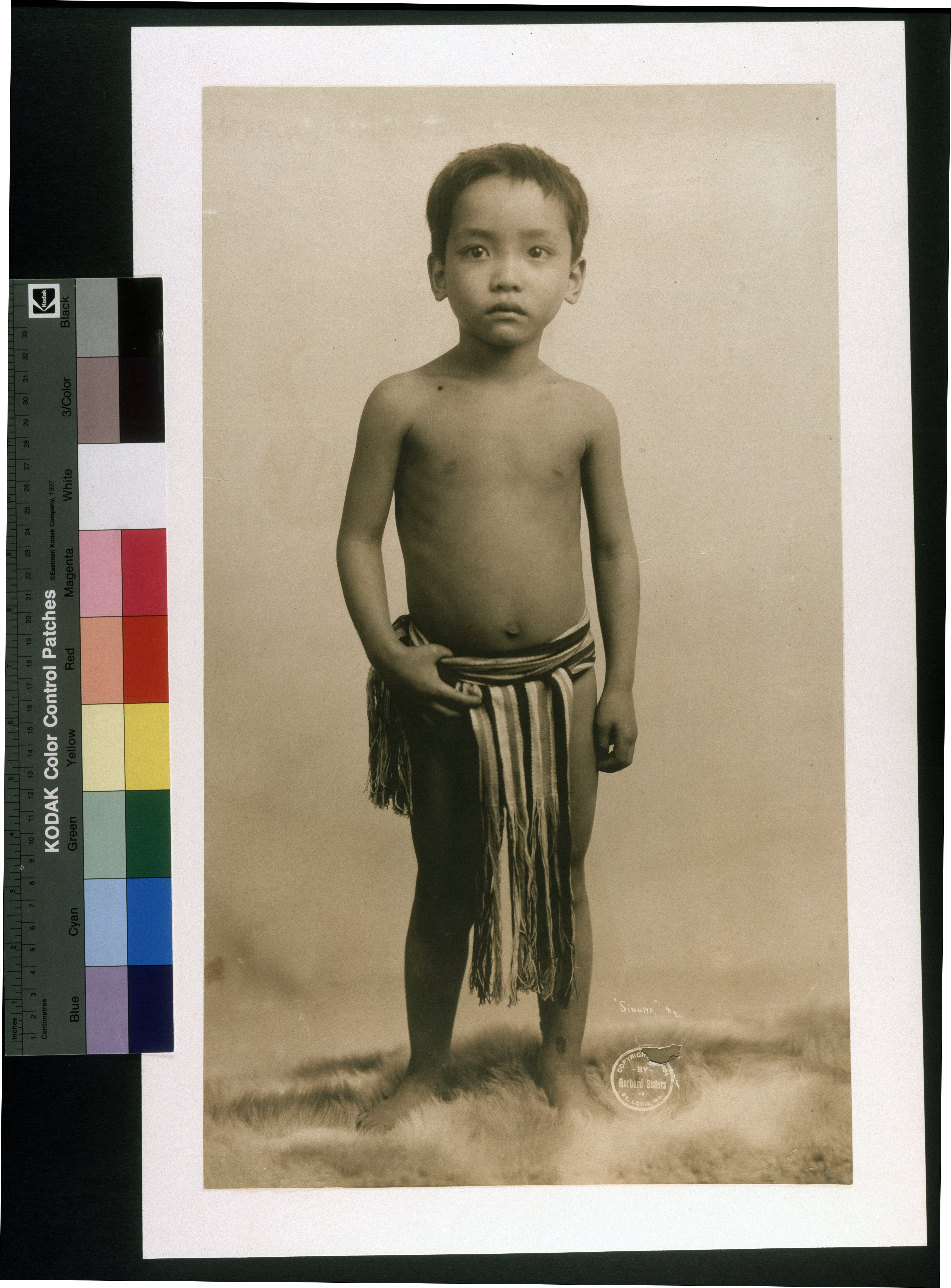
イゴロットの子供。1904年

## 文学に現れたイゴロット族
米国出身の文学者T・S・エリオットは1904年のセントルイス万国博覧会のフィリピン会場のイゴロット村展示を見て、翌年短編「昔は王様だった男」を書いている。